# Kap Verdes damlandslag i volleyboll
Kap Verdes damlandslag i volleyboll representerar Kap Verde i volleyboll på damsidan. Laget organiseras av Federação Cabo-Verdiana de Voleibol. De deltog i afrikanska spelen 2015, där de kom på nionde plats.